# Naranjo-Inseln
Die Naranjo-Inseln sind eine Inselgruppe in den Philippinen. Die Gruppe von sechs Inseln liegt nordwestlich der Insel Samar. Die Inseln San Andreas, Rasa, Darsena, Aguada und Escarpada gruppieren sich kreisförmig um die zentral gelegene Insel Mito.
Verwaltet wird die Inselgruppe von der Gemeinde San Vicente; diese gehört zur Provinz Northern Samar. Auf den Inseln liegen die Barangays Maragat, Sangputan und Tarnate. Drei der Inseln befinden sich in Privatbesitz.
Die Inselgruppe liegt am Übergang von der Samar-See in die San-Bernardino-Straße im Nordosten, ca. 40 km nordwestlich der Insel Samar. Die Inselgruppe stellt die Überreste eines Vulkans dar, dieser hatte seine Hauptaktivitätsphase vor ca. 5,5 Mio. Jahren. Die Insel San Vicente liegt ca. 22 km südlich, Capul und Dalupiri liegen 23 bzw. 30 km östlich des Inselarchipels.
Die Inselgruppe ist umgeben von zahlreichen Korallenriffen und Seegraswiesen, die eine große Artenvielfalt aufweisen. Die Naranjo-Inseln waren der letzte Stop für spanische Galeonen vor ihrer Überfahrt nach Acapulco, im 17. und 18. Jahrhundert. Erreicht werden kann die Inselgruppe über den Hafen von San Isidro.